# Ptice
Ptice är en ort i Tjeckien.   Den ligger i regionen Mellersta Böhmen, i den centrala delen av landet, 19 km väster om huvudstaden Prag. Ptice ligger 408 meter över havet och antalet invånare är 452.
Terrängen runt Ptice är huvudsakligen platt, men söderut är den kuperad. Runt Ptice är det mycket tätbefolkat, med 1 463 invånare per kvadratkilometer. Närmaste större samhälle är Prag, 18,6 km öster om Ptice. Trakten runt Ptice består till största delen av jordbruksmark.